# Дань
Дань — натуральный или денежный сбор с побеждённых в пользу победителя, одна из форм налога с подданных.
Выплачивающий дань называется данником. В отличие от оброка, дань налагалась не индивидуально, а селом или городом целиком (иногда — целым племенем или государством). Нередко сильная держава обкладывала данью своих младших союзников — вассальные государства. В частности, так часто действовало Древнеримское государство.

## История
В русских летописях данью называлась военная контрибуция, которую восточнославянские племена платили своим завоевателям, на севере — варягам, на юге — хазарам. С 880-х годов дань собиралась со славянских и иных племён в пользу киевского князя и использовалась для содержания дружины.

Так, после захвата в 1352 году Галиции король Казимир III обязался платить дань татарам в полном объёме за ту часть русской земли, которую он захватил, то есть за Галицию. Об этом узнали прусские рыцари и тут же донесли папе Иннокентию VI. Тот в 1357 году в булле к польскому королю Казимиру упрекал его в том, что с отнятых у схизматиков земель Казимир уплачивает дань «татарскому королю».
В некоторых странах (Англия, Франция, Болгария и др.), по мере ассимиляции завоевателей в среде покорённого народа, дань постепенно трансформировалась в феодальный оброк и в государственный налог. В то же время даже в XX веке после мировых войн на побеждённых налагались выплаты, сходные с данью — контрибуции и репарации.